# Moo (イラストレーター)
moo（ムー）は、日本のイラストレーター。株式会社ブリッジ監査役。

主にゲーム作品のキャラクターデザインを担当。初期は村瀬将人の名義で活動していた。

## 参加作品

### コンシューマーゲーム
- ウィザーズハーモニー（アークシステムワークス） ※村瀬将人名義
- エターナルメロディ（メディアワークス）
- 悠久幻想曲シリーズ（メディアワークス）
- デバイスレイン（メディアワークス）
- 此花シリーズ（サクセス）
- エバーグリーン・アベニュー（データム・ポリスター）
- 少女義経伝（角川書店）
- 召喚少女 〜ElementalGirl Calling〜（角川書店）
- ウィザーズシンフォニー[1][2]（アークシステムワークス）
- 俺たちの戦いはこれからだ！ episode 1[3][4]、episode 2[5][6][7]（ブリッジ）

### オンラインWEBゲーム
- 海洋叙事詩メルヴェイユ（メディアワークス）
- 桃色大戦ぱいろん（エクストリーム） ※衣音 キャラクターデザイン

### モバイルコンテンツ
- ベル・アドミラル（パナソニック ネットワークサービシズ）
- Lasting Anthem（アスキー・メディアワークス）
- 御伽のアルカディア（ブリッジ）

### ウェブコンテンツ
- Lasting Anthem（アスキー・メディアワークス）
- まちだけ。（ブリッジ）